# A63 (motorväg, Tyskland)
A63 är en motorväg i Rheinland-Pfalz, Tyskland.

## Trafikplatser
|  | Nr | Skyltning                                     |
|  |    | Mainz(Pariser Straße)                         |
|  |    | Mainz-Bretzenheim                             |
|  | 2  | Mainz-Süd (Fyrvägskorsning) E 42 övergår till |
|  | 3  | Klein-Winternheim                             |
|  | 4  | Nieder-Olm                                    |
|  |    | Mühlgrabentalbrücke (270 m)                   |
|  | 5  | Saulheim                                      |
|  | 6  | Wörrstadt                                     |
|  | 7  | Biebelnheim                                   |
|  | 8  | Alzey E 31                                    |
|  | 9  | Erbes-Büdesheim                               |
|  |    | Talbrücke Weinheim (1260 m)                   |
|  | 10 | Freimersheim                                  |
|  |    | Heubergerhof                                  |
|  | 11 | Kirchheimbolanden                             |
|  | 12 | Göllheim                                      |
|  |    |                                               |
|  |    | Donnersberg                                   |
|  |    | Talbrücke Langmeiler Senke (205 m)            |
|  |    | Talbrücke Langmeil (276 m)                    |
|  | 13 | Winnweiler                                    |
|  |    | Lohnsbachtalbrücke (271 m)                    |
|  |    | Straßenbrücke (90 m)                          |
|  |    | Talbrücke Lanzenbachtal (210 m)               |
|  |    | Talbrücke Baalborner Wasser (260 m)           |
|  | 14 | Sembach                                       |
|  |    | Talbrücke (100 m)                             |
|  |    | Talbrücke Eselsbachtal (230 m)                |
|  | 15 | Kaiserslautern                                |
|  | 15 | Kaiserslautern E 50                           |